# 諸夢環
諸夢環（1542年—？），字仲希，號宇懷，浙江杭州府仁和縣人，民籍，明朝政治人物。

## 生平
嘉靖四十年（1561年）辛酉科浙江鄉試第六十二名舉人，隆慶五年（1571年）中式辛未科會試第二百四名，二甲第二十五名進士。刑部觀政，官至南通州知州，卒于官。

## 家族
曾祖諸能，七品散官；祖父諸寅，驛丞；父諸餘齡，醫學正科。母嚴氏。具慶下。兄諸夢璋、諸夢儒、諸夢士。弟諸夢尹。